# Caledoniscincus festivus
Caledoniscincus festivus — вид сцинкоподібних ящірок родини сцинкових (Scincidae). Ендемік Нової Каледонії.

## Поширення і екологія
Caledoniscincus festivus широко поширені на острові Нова Каледонія. Вони живуть у вологих тропічних лісах і чагарникових заростях. на висоті до 1000 м над рівнем моря. Ведуть денний, наземний спосіб життя, ховаються в лісовій підстилці, шукають їжу і гріються на сонячних галявинах.